# Axel Dahlin
Carl Axel Dahlin, född den 22 april 1860 i Sundsvall, död den 20 augusti 1941 i Härnösand, var en svensk ämbetsman.
Dahlin blev student vid Uppsala universitet 1879 och avlade examen till rättegångsverken där 1885. Han blev vice häradshövding 1887, landskontorist i Västernorrlands län 1889, länsbokhållare där 1892 och kronofogde i Södra Ångermanlands nedre fögderi 1910. Dahlin var vice auditör vid Västernorrlands bataljon 1891–1892, auditör vid Västernorrlands regemente 1893–1898 och landskamrerare i Västernorrlands län 1915–1927. Han blev riddare av Nordstjärneorden 1920. Dahlin vilar på Härnösands gamla kyrkogård.